# 克爾克奧爾霍山
14°43′44″S 72°36′40″W / 14.72889°S 72.61111°W
克爾克奧爾霍山（Khirki Urqu），是秘魯的山峰，位於該國南部阿雷基帕大區，由拉烏尼翁省的瓦伊納科塔斯區負責管轄，屬於萬索山脈的一部分，海拔高度5,000米。